# Subindo e Descendo
Subindo e Descendo é uma impressão litográfica do artista holandês MC Escher impressa pela primeira vez em março de 1960. As medidas originais da impressão (35.6cm x 28.6cm) . A litografia retrata um grande edifício coberto por uma escada sem fim. Duas filas de homens vestidos de forma idêntica aparecem na escada, uma fila subindo enquanto a outra desce. Duas figuras estão sentadas afastadas das pessoas na escadaria sem fim: uma em um pátio isolado, a outra em um lance de escadas mais baixo. Enquanto a maioria dos artistas bidimensionais usa proporções relativas para criar uma ilusão de profundidade, Escher aqui e em outros lugares usa proporções conflitantes para criar o paradoxo visual.
Subindo e Descendo foi influenciado e é uma implementação artística das escadas de Penrose, um objeto impossível; Lionel Penrose publicou seu conceito pela primeira vez na edição de fevereiro de 1958 do British Journal of Psychology . Escher desenvolveu o tema ainda mais em sua gravura Queda D'agua, que apareceu em 1961.
As duas procissões concêntricas nas escadas usam pessoas suficientes para enfatizar a ausência de subida e descida verticais. Além disso, a brevidade das túnicas usadas pelas pessoas deixa claro que alguns estão subindo e outros descendo.
A estrutura está inserida na atividade humana. Ao mostrar um ritual inexplicável do que Escher chama de seita "desconhecida", Escher adicionou um ar de mistério às pessoas que sobem e descem as escadas. Portanto, as próprias escadas tendem a se incorporar àquela aparência misteriosa.
Existem pessoas 'livres' e Escher disse sobre elas: 'indivíduos recalcitrantes se recusam, por enquanto, a participar do exercício de subir as escadas. Eles não têm nenhuma utilidade para isso, mas sem dúvida, mais cedo ou mais tarde, eles serão levados a ver o erro de sua não conformidade.'
Escher sugere que não apenas os trabalhos, mas as próprias vidas dessas pessoas semelhantes a monges são realizadas em um ambiente inescapável, coercitivo e bizarro. Outra possível fonte para a aparência das pessoas é a expressão holandesa monnikenwerk ("trabalho de monge"), que se refere a uma atividade de trabalho longa e repetitiva, sem nenhum propósito ou resultado prático e, por extensão, a algo completamente inútil.
Duas pinturas anteriores de Escher que apresentam escadas são Casa das Escadas e Relatividade.